# جنت (أسفيتش)
جنت (بالفارسية: جنت) هي قرية تقع في إيران في قسم أسفیتش الريفي. يقدر عدد سكانها بـ 19 نسمة .